# São José Almeida
Maria de São José Almeida (Lisboa, 1960) é uma jornalista portuguesa. No "Público" desde a sua fundação (1990), é especialista em política nacional, tendo sido repórter parlamentar entre 1995 e 2005. É actualmente repórter principal do "Público", presidindo também ao Conselho Deontológico do Sindicato dos Jornalistas.
São José Almeida introduziu a defesa de questões LGBTQ no jornalismo político português.[carece de fontes?]
Em 2010, editou pela Sextante o livro "Homossexuais no Estado Novo", em que procurou abordar aspectos das vivências de pessoas homossexuais em Portugal e nas colónias durante o período do Estado Novo, enquadrando-os na respectiva moldura jurídica, psiquiátrica e moral.
Em "Continuar a Tentar Pensar", 2011, também na Sextante, reuniu um conjunto de crónicas escritas para o jornal "Público".[carece de fontes?]

## Prémios
Foi premiada, em Outubro de 2006, com o Prémio Arco-íris, da Associação ILGA Portugal, pelo seu contributo na luta contra a discriminação e a homofobia.
Foi novamente laureada com este prémio em 2009, pelo seu trabalho de investigação "O Estado Novo dizia que não havia homossexuais, mas perseguia-os", o qual deu origem ao seu polémico livro "Homossexuais no Estado Novo", publicado em Maio de 2010. No mesmo ano, ganhou com o mesmo trabalho de investigação a Menção Honrosa do "Prémio Direitos Humanos", atribuído pela Comissão Nacional da UNESCO e pelo Gabinete para os Meios de Comunicação Social. Também, em 2009, ganhou a Menção Honrosa do "Prémio Paridade: Mulheres e Homens na Comunicação Social", atribuído pela Comissão para a Cidadania e a Igualdade de Género, pela sua obra “Mulheres não Chegam ao Topo”. Em Outubro do mesmo ano ganhou o prémio europeu de jornalismo "Pela Diversidade. Contra a Discriminação", na categoria geral do prémio promovido pela Comissão Europeia em cada um dos Estados membros, com o trabalho "Homossexuais Perseguidos no Estado Novo".
Em outubro de 2010, foi galardoada com o "Prémio Média", atribuído pela Rede Ex-aequo -- Associação de Jovens Lésbicas, Gays, Bissexuais, Transgéneros e Simpatizantes, pelo livro "Homossexuais no Estado Novo", conquistando ainda a Menção Honrosa do "Prémio Paridade: Mulheres e Homens na Comunicação Social" do mesmo ano com o artigo 'Homossexuais perseguidos no Estado Novo'.